# Stylolejeunea trinitensis
Stylolejeunea trinitensis là một loài Rêu trong họ Lejeuneaceae. Loài này được (Lindenb.) Fulford miêu tả khoa học đầu tiên năm 1987.